# Norman Reynolds
Norman Reynolds (ur. 26 marca 1934  w Londynie, zm. 6 kwietnia 2023 w Cheltenham) – brytyjski scenograf filmowy. 
Dwukrotny laureat Oscara za najlepszą scenografię do filmów: Gwiezdne wojny: część IV – Nowa nadzieja (1977) w reżyserii George’a Lucasa i Poszukiwacze zaginionej Arki (1981) w reżyserii Stevena Spielberga. Był nominowany do tej nagrody za scenografię do filmów Niezwykła Sara (1976), Gwiezdne wojny: część V – Imperium kontratakuje (1980), Gwiezdne wojny: część VI – Powrót Jedi (1983) i Imperium słońca (1987).